# Big Sandy (Texas)
Pour les articles homonymes, voir Big Sandy.
Big Sandy est une ville située au sud-ouest du comté d'Upshur, au Texas, aux États-Unis,.

## Démographie
Lors du recensement de 2010, la ville comptait une population de 1 343 habitants. Elle est estimée, en 2016, à 1 382 habitants.

### Source de la traduction
- (en) Cet article est partiellement ou en totalité issu de l’article de Wikipédia en anglais intitulé « Big Sandy, Texas » (voir la liste des auteurs).